# Угорський похід проти Кордовського халіфату
Похід угорців в Іспанію відбувся 942 року. Він став найдальшим походом угорців за всю історію їхніх вторгнень в Європі. Угорське військо перетнуло значну частину Європейського континенту, вторглося в Кордовський халіфат, взяло в облогу три великі міста і після отримання значного викупу покинуло територію країни.

## Передумови
У другій половині І тисячоліття угорські племена внаслідок змін клімату почали переселятися з Південного Уралу на південний захід вздовж степу. У VIII—IX століттях угорці колонізували степи півдня України. Ставши повноцінним кочовим народом, вони продовжили просування вглиб Європи. Близько 896 року вони перетнули Карпати через Верецький перевал, завоювали Паннонію, тобто терени, на яких зараз розташована Угорщина. Після цього угорці продовжили свої набіги на сусідні народи. Вони підкорили Велику Моравію (904), Баварію (907), Саксонію (922). Надалі об'єктом їхніх походів були країни Західної Європи (сучасні Німеччина, Італія, Франція, Іспанія тощо).

## Похід
Ймовірно, перший рейд угорців в Іспанію стався в 924—925 роках. Тоді вони захопили Нім та дісталися Піренеїв.
Єдине джерело, за яким можливо реконструювати хід подій угорського походу на Кордовський халіфат, є книга «Кітаб аль-Муктабіс» (укр. "Той, хто шукає знання про історію аль-Андалуса") арабського історика Ібн Хайяна. Розповідь у книзі XI століття написана за джерелом X століття, яке до наших днів не збереглося.
Відповідно до джерела, угорське військо перетнуло Лангобардське королівство на півночі сучасної Італії, південь Західнофранкського королівства. Протягом шляху на Піренейський півострів угорці безперервно перебували в боях з місцевими володарями.
|                                                               | Той, хто повідомив про [угорців], сказав, що їхня земля знаходиться на далекому сході, і що печеніги є їхніми сусідами на сході, що земля Рима знаходиться в напрямку Мекки від них, і що земля Константинополя трохи на схід від них. На півночі від них знаходиться місто Моравія та інші міста слов'ян. На захід від них живуть сакси та франки. Щоб дістатися до землі Андалузії, вони перетнули велику відстань, частина якої — пустеля… Їх шлях… перетнув Ломбардію, яка межує з ними. Їхнє житло знаходиться на Дунаї, і вони є кочівниками — як араби — без міст і будинків, що живуть в повстяних наметах в різних місцях... |
| — Ібн Хайян, "Той, хто шукає знання про історію аль-Андалуса" | |

7 липня 942 року угорці взяли в облогу місто Льєйду. Водночас угорські вершники 9 липня атакували два сусідні міста — Уеску та Барбастро. У ході бою вони полонили одного з місцевих емірів Ях'ю ібн Мухаммада.
Після того як угорське військо отримало значний викуп за полоненого володаря, воно покинуло Кордовський халіфат. Окрім того, угорці не мали досить фуражу для продовження походу. За кілька днів вони покинули Піренейський півострів.
У ході боїв араби полонили 5 угорців, які пізніше прийняли іслам та вступили до особистої гвардії халіфа Абд ар-Рахмана III. Також Ібн Хайян повідомляв про сімох угорських полководців того часу (Джила, Ескер, Бульчу, Башман, Алпар, Ґлад, Гаргаді), проте, ймовірно, вони були тогочасними вождями семи угорських племен і не всі вони брали участь у поході на Іспанію.

## Наслідки
За описом Ібн Хайяна, похід угорців в Іспанію мав значний вплив на політичну ситуацію на Піренейському півострові. За його словами, ця подія мотивувала короля Леону Раміро II розірвати мирний договір із халіфом Кордови Абд ар-Рахманом III та продовжити війну з ним.